# Elezioni presidenziali in Mauritania del 2009
Le elezioni presidenziali in Mauritania del 2009 si tennero il 18 luglio.

## Risultati
| Mohamed Ould Abdel Aziz    | Unione per la Repubblica                                                | 409 024   | 52,54 |  |  |  |  |  |
| Messaoud Ould Boulkheir    | Alleanza Popolare Progressista                                          | 126 520   | 16,25 |  |  |  |  |  |
| Ahmed Ould Daddah          | Raggruppamento delle Forze Democratiche                                 | 105 931   | 13,61 |  |  |  |  |  |
| Mohamed Jemil Ould Mansour | Raggruppamento Nazionale per la Riforma e lo Sviluppo (Tewassoul)       | 36 864    | 4,74  |  |  |  |  |  |
| Ibrahima Moctar Sarr       | Alleanza per la Giustizia e la Democrazia/Movimento per il Rinnovamento | 35 553    | 4,57  |  |  |  |  |  |
| Ely Ould Mohamed Vall      | Indipendente                                                            | 29 862    | 3,84  |  |  |  |  |  |
| Kane Hamidou Baba          | Indipendente                                                            | 11 542    | 1,48  |  |  |  |  |  |
| Saleh Ould Hanenna         | Indipendente                                                            | 11 191    | 1,44  |  |  |  |  |  |
| Hamada Ould Meimou         | Indipendente                                                            | 9 980     | 1,28  |  |  |  |  |  |
| Sghair Ould M'Bareck       | Indipendente                                                            | 1 964     | 0,25  |  |  |  |  |  |
| Totale                     | Totale                                                                  | 778 431   | 100   |  |  |  |  |  |
|                            |                                                                         |           |       |  |  |  |  |  |
| Voti non validi            | Voti non validi                                                         | 38 543    | 4,72  |  |  |  |  |  |
| Votanti                    | Votanti                                                                 | 816 974   | 64,58 |  |  |  |  |  |
| Elettori                   | Elettori                                                                | 1 265 063 |       |  |  |  |  |  |